# Billy Wells
William Huntingdon "Billy" Wells (Winthrop (Maine), 28 maart 1868 - Harrow, 15 januari 1954) was een Amerikaans motorcoureur en ondernemer. 

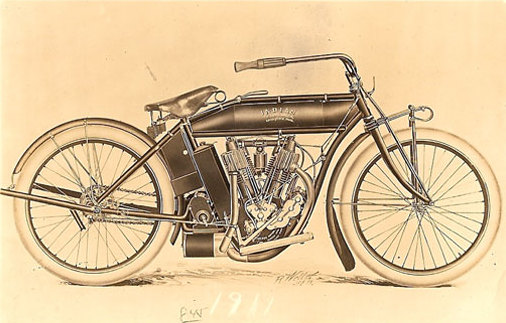
Indian 5HP uit 1909

In zijn jeugd - nog voor de uitvinding van de veiligheidsfiets, racete hij al met Hoge bi's. In 1884, rond de uitvinding van de veiligheidsfiets door John Kemp Starley, begon hij zelf fietsen te produceren.
In 1902 vertrok hij naar het Verenigd Koninkrijk als vertegenwoordiger van de stoomaangedreven Stanley Steamer. Deze auto werd geen succes, maar Wells vond nieuw emplooy door de import van de Duitse Allright-motorfietsen die in Engeland als Vindec-Special op de markt werden gebracht.
Als liefhebber van races bouwde hij enkele van deze machines om voor wedstrijden, soms met 1.000cc-motorblokken van Peugeot. Hij nam deel aan de TT van Man van 1907, de eerste uitvoering van de Isle of Man TT. Hij leidde de race tot aan de laatste ronde, toen hij kort achter elkaar drie keer een lekke band opliep. Toen hij voor de derde keer zat te repareren werd hij gepasseerd door Rem Fowler, die de eerste winnaar van de Twin Cylinder TT werd.
Zijn importbedrijf South British Trading Company ging in 1909 failliet en Billy Wells keerde in maart terug naar de Verenigde Staten. Daar ontmoette hij een oude vriend uit zijn wielercarrière, George Hendee, die inmiddels het motorfietsmerk Indian had opgericht. Hendee zocht een vertegenwoordiger voor het Verenigd Koninkrijk, haar koloniën en Europa. Hij stuurde Billy Wells al in mei 1909 terug naar Engeland, waar hij aan Great Portland Street in West End zijn Indian-vertegenwoordiging opende. Na een dure reclamecampagne zette Wells een dealernetwerk in Groot-Brittannië op en hij begon ook Indians aan te bieden aan motorcoureurs voor wedstrijden op Brooklands en het eiland Man. Zelf startte hij samen met Lee Evans in de TT van 1909. Wells stopte kort na de start, maar Evans finishte als tweede achter Harry Collier.
Voor de TT van 1910 kwam chefconstructeur Oscar Hedstrom over om de race te bekijken. Wells reed zelf niet, maar stelde een team samen met Lee Evans, Charlie Bennett en Walter Bentley. Ook een aantal privérijders startte met Indians, maar een partij slechte binnenbanden zorgde ervoor dat ze bijna allemaal uitvielen.
Tijdens de TT van 1911 volgde het grootste succes voor Billy Wells. Opnieuw als teammanager met Oscar Hedstrom als technisch adviseur scoorde het Indian-team de eerste drie plaatsen in de Senior TT. Oliver Godfrey won voor Charlie Franklin en Arthur Moorhouse. Het circuit speelde bij dit succes een sleutelrol. Tot en met 1910 had met de TT van Man verreden op de St John's Short Course, die slechts 25 km lang en tamelijk vlak was. De nieuwe Snaefell Mountain Course was 60 km lang en heuvelachtig. Daar had Indian het voordeel van haar ervaring met kettingaandrijving, koppelingen en versnellingsbakken.
Billy Wells werd in 1911 opgenomen in de Raad van Bestuur van de Hendee Mfg Co. Hij behield deze functie tot het bedrijf in 1923 werd omgedoopt tot Indian Motorcycle Company. In 1914 nam hij Charles Franklin aan als vertegenwoordiger van Indian in Dublin. Door het uitbreken van de Eerste Wereldoorlog vielen de verkopen vrijwel stil en deze vestiging werd in 1916 weer gesloten. Franklin werd op advies van Wells door Hendee naar Springfield gehaald om te gaan werken op de ontwerpafdeling van Indian. Franklin ontwikkelde de beroemde Indian Scout en Indian Chief-modellen.
Na de Eerste Wereldoorlog konden Indian en Harley-Davidson nog even profiteren van het feit dat ze - in tegenstelling tot de Britten - hun machines hadden kunnen doorontwikkelen. Toen de Britse merken weer opleefden en er in 1925 bovendien protectionistische maatregelen werden getroffen, waardoor op importproducten 33% belasting werd geheven. liepen de verkopen zo sterk terug, dat Wells gedwongen werd zijn bedrijf te sluiten. Hij was werkloos en depressief, maar werd in 1928 benaderd door zakenlieden die de in Australië populaire Dirttrackraces (later Speedway) in Engeland wilden promoten. Nog steeds teammanager in hart en nieren, werd Billy Wells Secretary of Meetings en Clerk of the Course bij de Stamford Bridge Speedway Track. Hij organiseerde de eerste grote speedwaywedstrijd, 's avonds bij kunstlicht in het Stamford Bridge stadion. Het werd een geslaagd experiment en de sport groeide snel.
Billy Wells was intussen meer dan zestig jaar oud en besloot met pensioen te gaan, zijn vrije tijd vullend met zijn oude vak als fietsenmaker. Hij overleed op 15 januari 1954, 85 jaar oud, in Harrow (Londen).

## Isle of Man TT resultaten
| Jaar | Klasse                   | Motorfiets     | Plaats |                            | Winnaar |
| ---- | ------------------------ | -------------- | ------ | -------------------------- | ------- |
| 1907 | Twin Cylinder TT         | Vindec-Special | 2e     | Rem Fowler, Norton-Peugeot |         |
| 1908 | Twin Cylinder TT         | Vindec-Special | 4e     | Harry Reed, DOT-Peugeot    |         |
| 1909 | 500 Single & 750 Twin TT | Indian         | DNF    | Harry Collier, Matchless   |         |